# Valíd Báhsvín
Valíd Báhsvín (1989. november 12. –) szaúd-arábiai labdarúgó, az élvonalbeli El-Áhlí középpályása.

## Pályafutása

### A válogatottban
2014-ben játszott először a válogatottban az Indonézia elleni mérkőzésen.